# Oytal

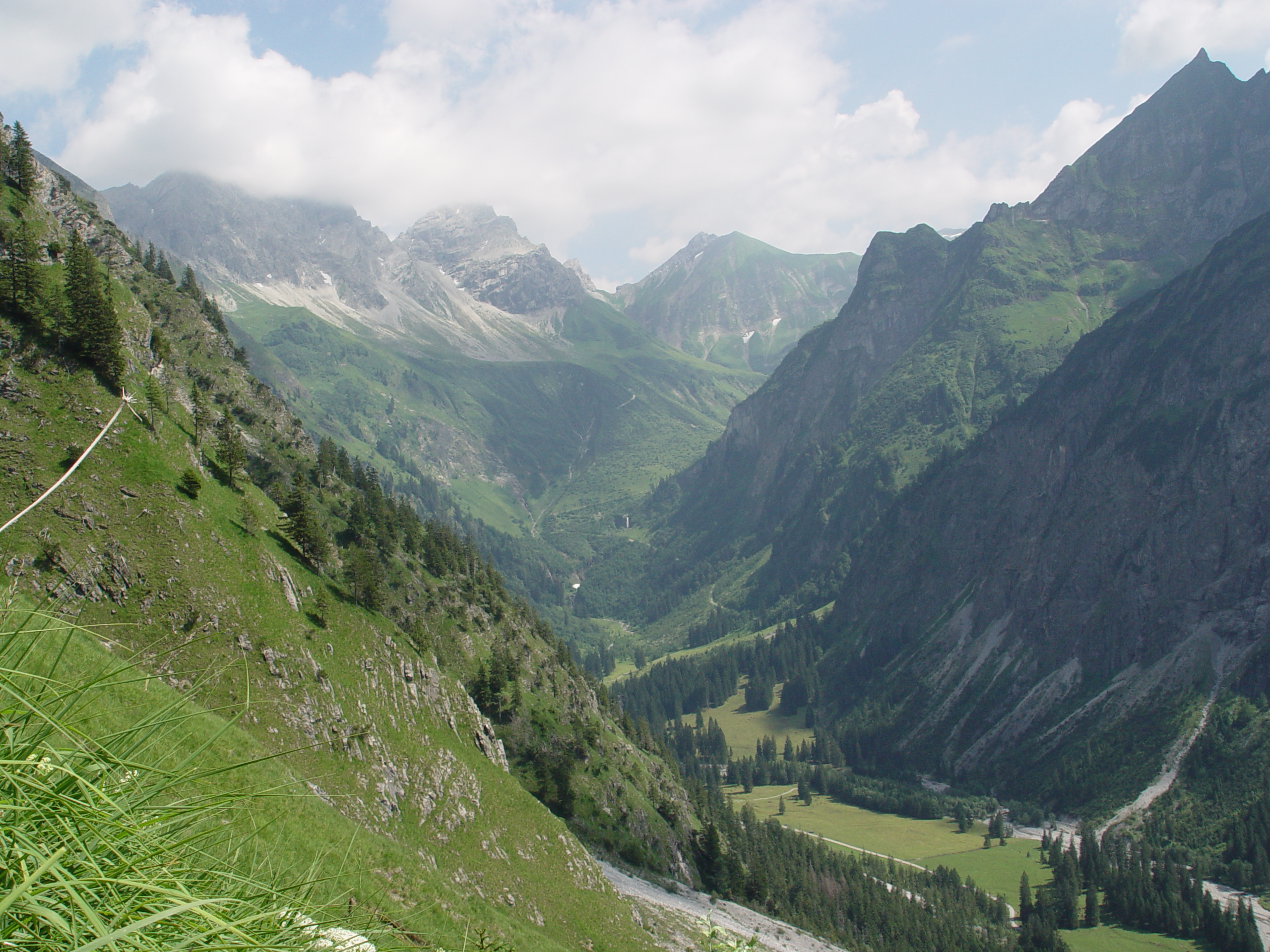
Blick ins Oytal vom Gleitweg aus

Das Oytal ist ein mit dem Oybach bei Gruben im Markt Oberstdorf vom Trettachtal in östliche Richtung abzweigendes Tal im Landkreis Oberallgäu in den Allgäuer Alpen.
Am Oybach führt der Dr.-Hohenadl-Weg entlang. Eine Fahrstraße, die für den Kraftfahrzeugverkehr nur mit besonderer Erlaubnis des Marktes Oberstdorf freigegeben ist, führt von Oberstdorf ca. 5 km bis zur Hälfte des Tales zum Oytalhaus auf 1010 m Höhe. Vom Oytalhaus sind die Untere Gutenalp (1048 m) und die Käseralp (1405 m) erreichbar. Dort befinden sich im Sommer Jausenstationen. Auf dem Weg dorthin wird der Stuibenfall, ein markanter, freistehender Wasserfall, passiert. Unterhalb des Stuibenfalls versickert der Oybach oft im Bachbett und tritt erst wieder unterhalb des Oytalhauses zu Tage.
Über das Oytal kann der geübte Wanderer das Nebelhorn (2224 m) innerhalb von 6 bis 8 Stunden über den hochalpinen und bekannten Gleitweg erreichen. Weitere Wanderrouten führen über das Laufbacher Eck (2178 m), den Kleinen (2096 m) und Großen Seekopf (2085 m) und den Schochen (2100 m) oder zum hochgelegenen Seealpsee (1628 m). Für diese Unternehmungen sind alpine Erfahrung, Trittsicherheit und Schwindelfreiheit sowie knöchelhohe Bergschuhe mit guter Profilsohle Grundvoraussetzung.

## Bilder

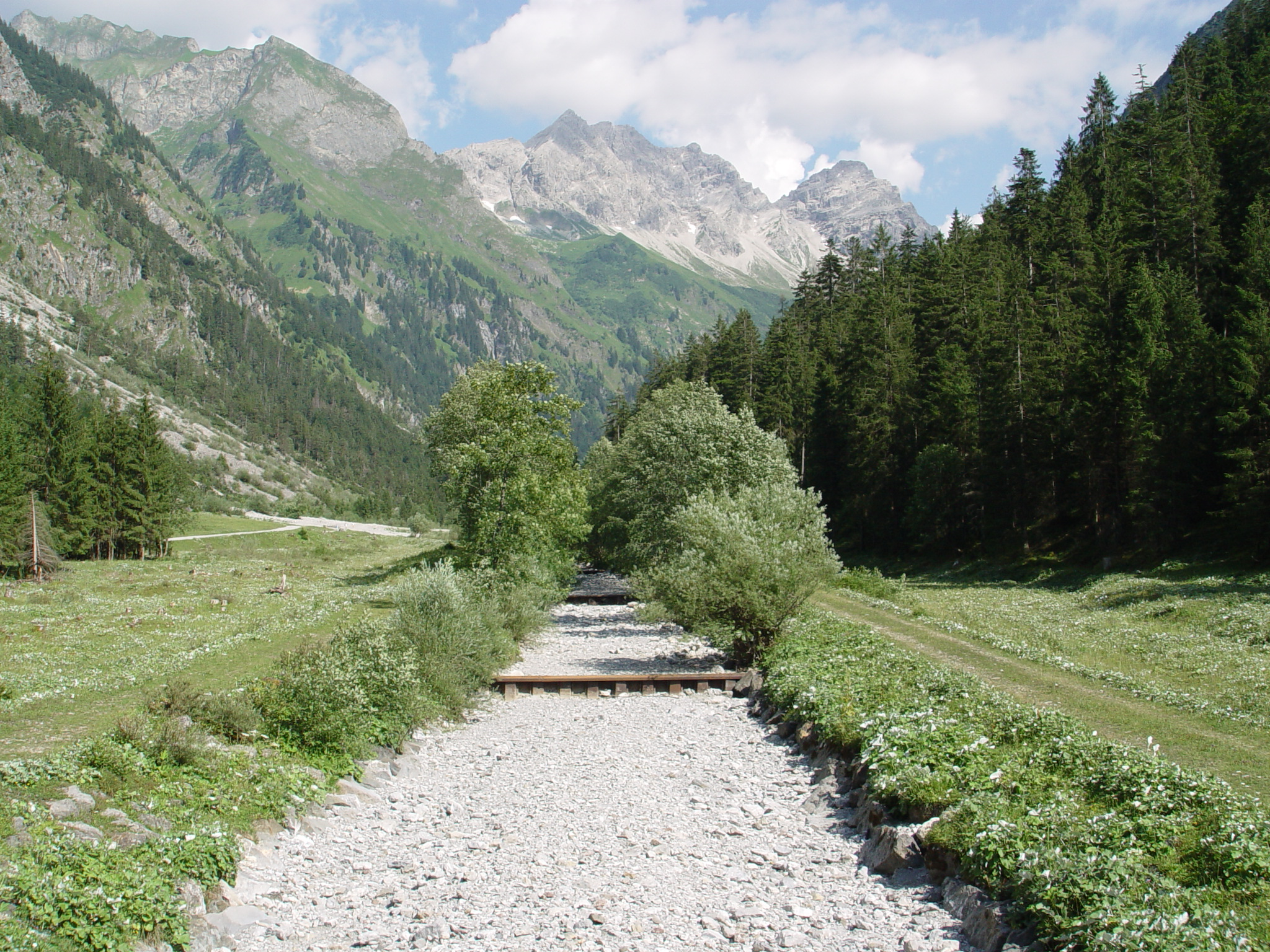
Ausgetrocknetes Flussbett des Oybachs
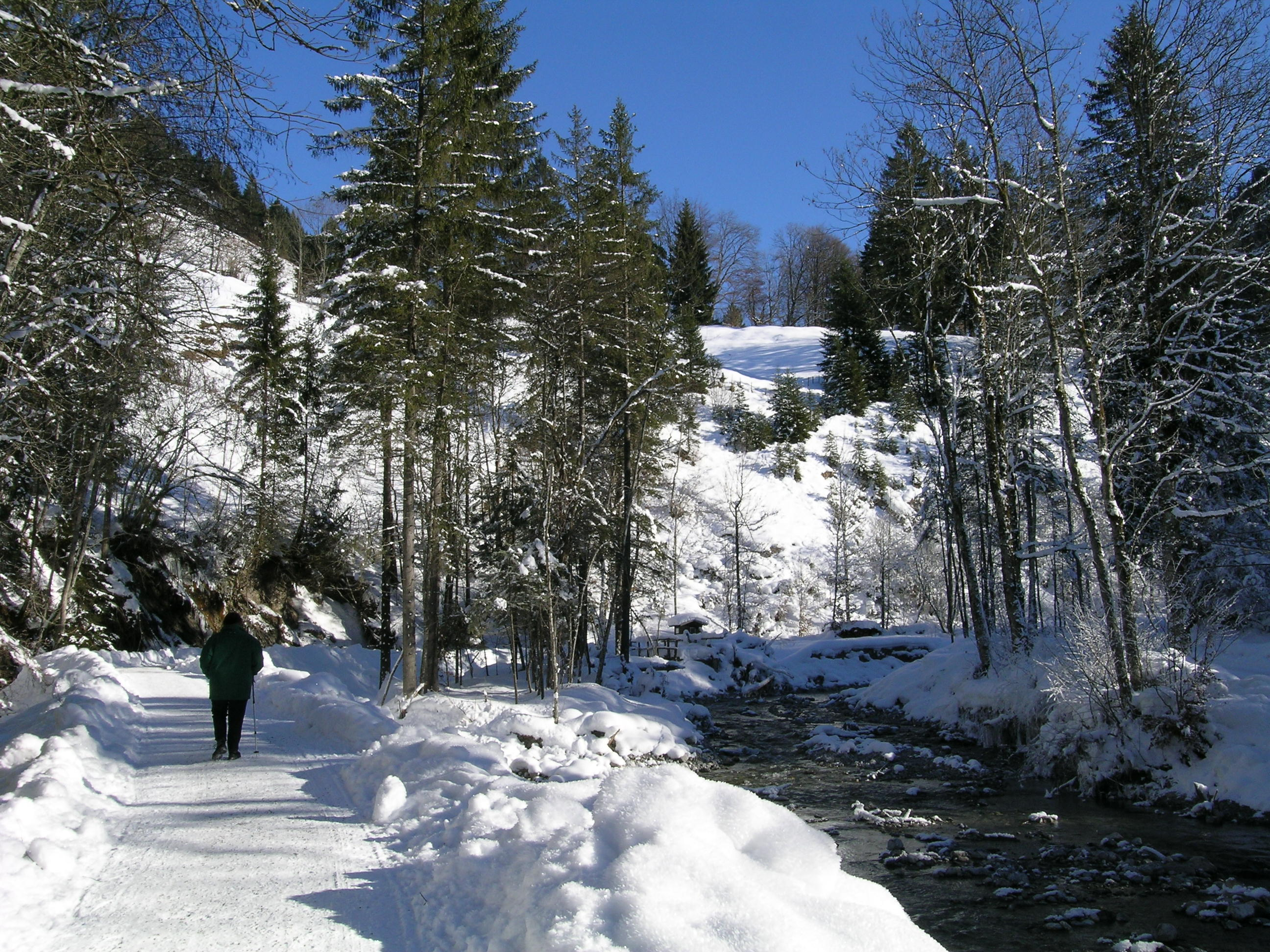
Oytal und Oybach im Winter
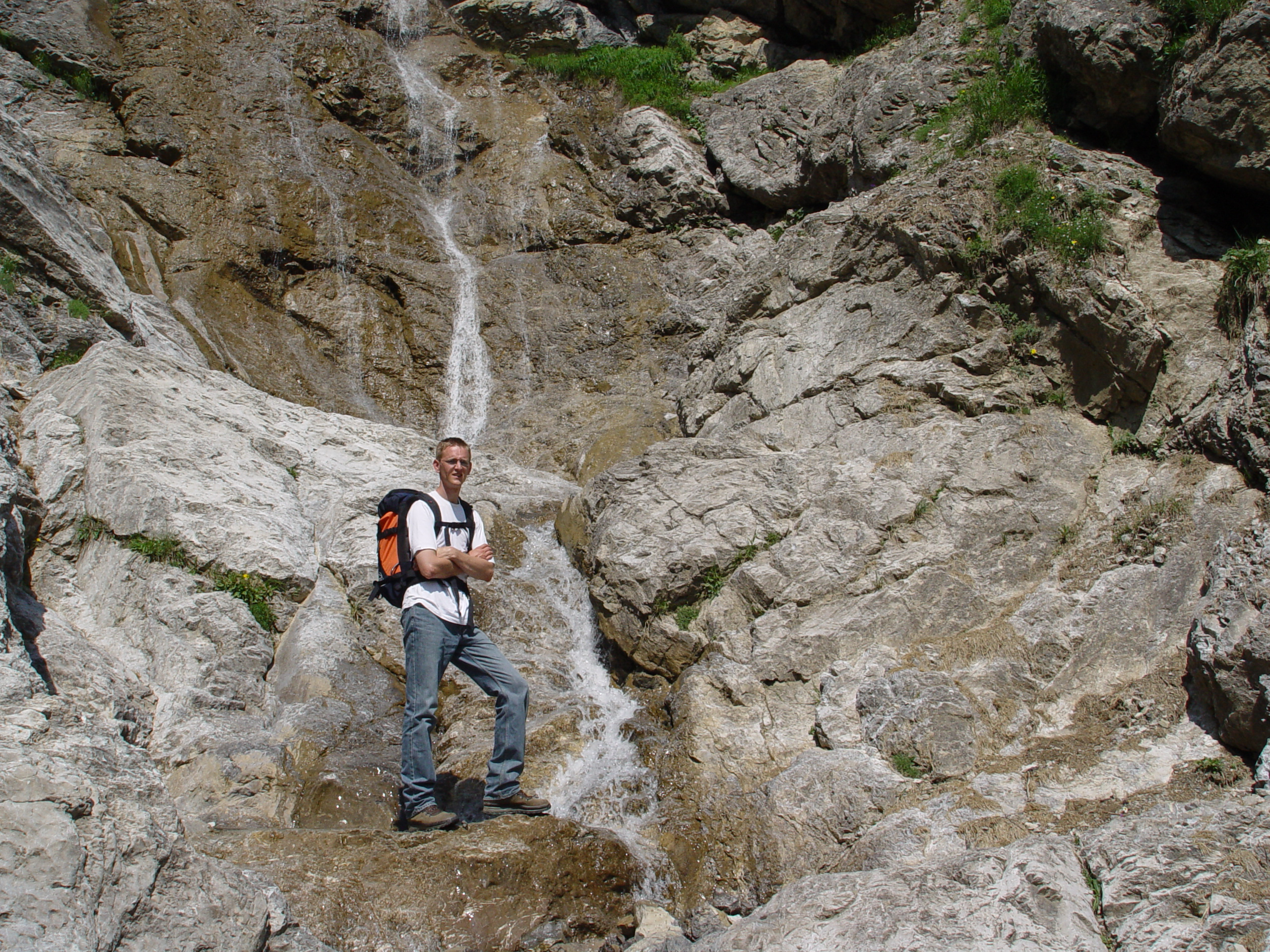
Einer der zahlreichen Wasserfälle im Oytal